# オカモト國ヒコ
オカモト 國ヒコ（1974年2月2日 - ）は、日本の脚本家、劇作家、演出家。劇団「テノヒラサイズ」の主宰（2008年に創設）。

## 来歴
大阪府生まれ。甲南大学文学部社会学科卒業。
1997年に関西の劇団「エビス堂大交響楽団」を旗揚げし、脚本・演出家・座長（主宰）を務める（2005年に解散）。
2006年、期間限定プロジェクト（2009年大晦日まで）のプロデュースユニット「娯楽園プロデュース」を主宰。同時期に「アンテナ劇場」というもう一つのプロデュースユニット（ダンスとシチュエーションコメディ）も立ち上げていた。そして現在に至る。
2010年FMシアター「薔薇のある家」にて「第48回ギャラクシー賞」優秀賞受賞、「第65回文化庁芸術祭」優秀賞受賞。

## 脚本

### テレビドラマ
NHK大阪放送局
- 連続テレビ小説 てっぱん（2010年度後期、脚本協力）
- 高橋留美子劇場（放送はNHK BSプレミアム 2012年7月8日・7月15日、脚本[5]）
- 猿飛三世（2012年、金子成人と共同脚本）

民放
- 誰も知らないJ学園（関西テレビ、2010年、メイン脚本）
- 新・ミナミの帝王 第2作「偽りの実印」（関西テレビ、2011年3月27日、脚本）

### ラジオドラマ
- 青春アドベンチャー（NHK-FM）
  - 僕たちの戦争（2007年、脚色）
  - プリンセス・トヨトミ（2009年、脚色）
  - 泥の子と狭い家の物語 魔女と私の70日間戦争（2013年、原作）
  - 人喰い大熊と火縄銃の少女（2015年、原作）
- FMシアター（NHK-FM）
  - パズル（2006年放送）
  - 四頭の羊（2008年放送）
  - 薔薇のある家（2010年放送）
  - 20世紀のエンドマーク (2022年放送)
- 特集オーディオドラマ（NHK-FM）
  - 鳥の名前の少年　あるいは、ある小惑星探査機の冒険（2011年放送）
  - 橋爪功ひとり芝居　おとこのはなし（2012年放送）
- その他
  - NHK・民放連共同ラジオキャンペーン ラジオドラマ『6 COLORS』 第3話「グッバイ、ブルー」（関西各局、2012年11月17日 - 21日、脚本）

### 特撮オリジナルビデオ
- スピードファントム（2006年）